# Szopor község
Szopor község (románul: Comuna Supur) község Szatmár megyében, Romániában. Központja Alsószopor, beosztott falvai Dobra, Felsőszopor, Girókuta, Nántű, Rákosterebes, Szekerestanya.

## Népessége
A 2011-es népszámlálás adatai alapján a község népessége 4231 fő volt.